# Miguel Rimba
Miguel Ángel Rimba Alvis (Riberalta, 1º novembre 1967) è un ex calciatore boliviano.

## Carriera

### Club
Nel 1988 Rimba debutta nel Club Bolívar di La Paz, club nel quale rimane per 10 anni, giocando 302 partite. Nel 1998 si trasferisce agli argentini dell'Atlético Tucuman, con i quali rimane per una sola stagione. Nel 1999 torna il Bolivia a giocare nell'Oriente Petrolero, dove gioca 57 partite. Nel 2003 si ritira dal calcio giocato nel Club Aurora.

### Nazionale
È uno dei giocatori ad aver giocato più partite per la nazionale di calcio boliviana, avendo vestito la maglia della selezione per 80 partite. Ha partecipato a Stati Uniti 1994 e alla Copa América 1997.

## Palmarès

### Club

#### Competizioni nazionali
- Campionato boliviano: 6

Bolívar: 1988, 1991, 1992, 1994, 1996, 1997